# Tương tác sinh học

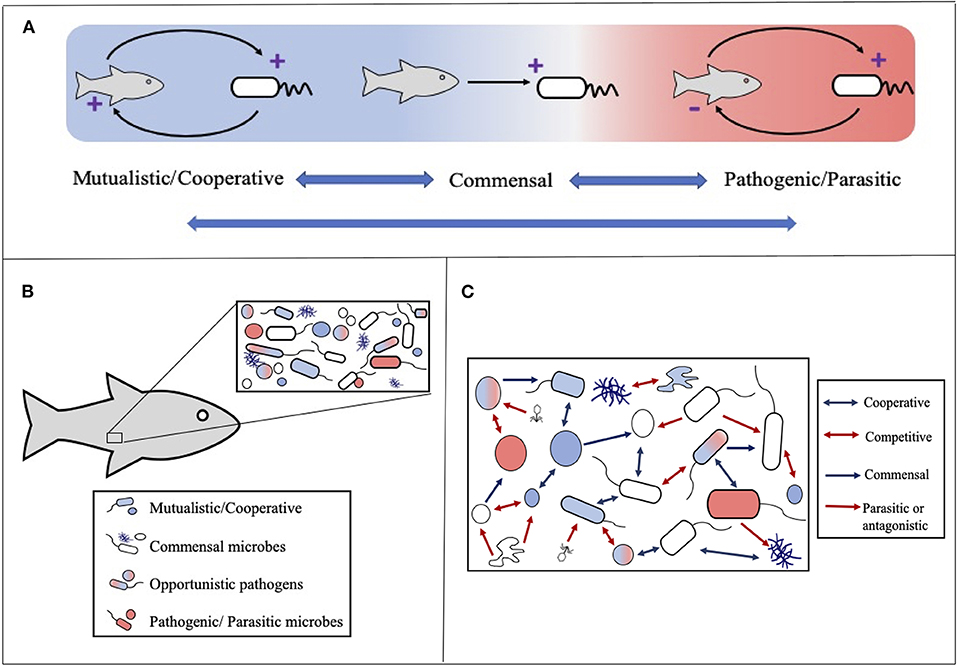
Bảng sơ đồ tương tác sinh học cộng sinh giữa các vi sinh vật với những loài sinh vật khác

Tương tác sinh học là những tác động, quan hệ khi tiếp xúc nhau giữa các sinh vật trong cộng đồng sinh thái (quần thể). Trong thế giới tự nhiên, không có sinh vật nào tồn tại trong sự cô lập tuyệt đối và do đó mọi sinh vật phải tương tác với môi trường và tương tác với các sinh vật khác. Sự tương tác của sinh vật với môi trường của nó là nền tảng cho sự tồn tại của sinh vật đó và chức năng của toàn bộ hệ sinh thái. Các sinh vật cùng loài sống gần nhau, liên hệ với nhau, hình thành nên nhóm cá thể. Các sinh vật trong một nhóm thường hỗ trợ hoặc cạnh tranh lẫn nhau. Quan hệ hỗ trợ và cạnh tranh trong quần thể là các đặc điểm thích nghi của sinh vật với môi trường sống, đảm bảo sự tồn tại và phát triển. Các cá thể trong một quần thể có hai mối quan hệ sinh thái cơ bản là quan hệ hỗ trợ và quan hệ cạnh tranh.
Trong sinh thái học, các tương tác sinh học có thể liên quan đến các cá thể cùng loài (tương tác cạnh tranh cùng loài/intraspecific) hoặc các cá thể giữa các loài khác nhau (tương tác giao nhau hay cạnh tranh khác loài như quả óc chó màu đen tiết ra một hóa chất từ rễ của nó làm hại cây cối lân cận là ví dụ về sự đối kháng hay đối địch). Chúng có thể được phân loại thêm bằng cơ chế tương tác hoặc sức mạnh, thời gian và hướng của các hiệu ứng của chúng. Loài có thể tương tác một lần trong một thế hệ (ví dụ như thụ phấn) hoặc sống hoàn toàn trong một thế hệ khác (ví dụ như hội sinh/endosymbiosis). Phạm vi hiệu ứng từ tiêu thụ của một cá thể khác (ăn thịt, ăn cỏ, hoặc ăn thịt đồng loại), hoặc tương tác hỗ trợ, cùng có lợi (cộng sinh). Tương tác không cần phải diễn ra trực tiếp, cá thể có thể ảnh hưởng lẫn nhau gián tiếp thông qua trung gian như nguồn sống (tài nguyên) được chia sẻ hoặc kẻ thù chung.

## Tính thống nhất
Các cá thể không thể tồn tại một cách độc lập mà phải sống trong một tổ chức xác định mới có thể sinh sản, chống lại kẻ thù và khai thác tốt nhất nguồn thức ăn từ môi trường sống. Tổ chức đó gọi chung là quần thể sinh vật. Quần thể là nhóm cá thể của một loài, phân bố trong vùng phân bố của loài vào một thời gian nhất định, cùng sinh sống trong một khoảng không gian xác định, vào một thời điểm nhất định, có khả năng sinh sản (hữu tính, vô tính, trinh sản) để sinh ra các thế hệ mới hữu thụ, hay còn gọi là có khả năng giao phối sinh ra con cái, chẳng hạn như những cây sen trong đầm lầy bùn, đàn voi châu Phi, đàn sói châu Mỹ là những quần thể. Những loài sinh sản vô tính hay trinh sản thì không qua giao phối. 
Quá trình hình thành một quần thể sinh vật, một quần thể sinh vật được hình thành trong tự nhiên thường trải qua các giai đoạn sau:
- Đầu tiên một nhóm cá thể cùng loài vì nguyên nhân nào đó phát tán đến môi trường mới.
- Những cá thể thích nghi với môi trường sẽ tồn tại, sinh sản làm số lượng cá thể tăng lên, một số kém thích nghi sẽ bị đào thải hoặc tiếp tục di cư.
- Sự phát triển của các cá thể thích nghi hình thành các mối quan hệ hỗ trợ và cạnh tranh sinh học dần dần tạo sự ổn định của quần thể đối với hoàn cảnh sống mới không gian mà quần thể tồn tại gọi là nơi sinh sống.

Bình thường các cá thế cùng loài sống tụ tập bên nhau, tạo ra các quần tụ cá thế tạo thành bầy hỗn hợp như trâu, bò, ngựa đi ăn thành bầy thú, đàn thú. Mức độ quần tụ thay đổi tùy loài, tùy điều kiện cụ thể. Quan hệ hỗ trợ giữa các cá thể trong quần thể đảm bảo cho quần thể tồn tại ổn định, khai thác tối ưu nguồn sống của môi trường, làm tăng khả năng sống sót và sinh sản của các cá thể. Hỗ trợ giữa các cá thể cùng loài thể hiện hiệu ứng nhóm hay hiệu suất nhóm. Động vật sống thành bầy đàn hoặc quần tụ thì thường có lợi trong việc tìm kiếm được nhiều thức ăn hơn, phát hiện kẻ thù nhanh hơn và phòng vệ tốt hơn, chẳng hạn như những conkhỉ và hươu nai thường ưa kiếm ăn chung với nhau để có nhiều cặp mắt quan sát, cảnh giác hơn trước những con dã thú.
Trong cùng một loài, lối sống bầy đàn đem lại cho quần thể lợi ích trong việc việc tìm mồi, tìm nơi ở và chống lại kẻ thù hiệu quả hơn. Chim kiếm ăn theo đàn dễ tìm thấy thức ăn hơn đi riêng rẽ, lẻ bầy, các con trong đàn kích thích nhau tìm mồi, báo hiệu cho nhau nơi có nhiều thức ăn, thông báo cho nhau kẻ thù sắp tới, nơi có luồng gió trái hoặc nơi trú ẩn thuận tiện. Về hiệu suất nhóm, thì bồ nông xếp thành hàng bắt được nhiều cá hơn bồ nông đi kiếm ăn riêng rẽ. Sống trong bầy đàn thì khả năng tìm gặp bạn tình của con đực và con cái dễ dàng hơn, đảm bảo cho sự sinh sản thuận lợi, các loài chim di cư theo bầy với nhiều loại, quần tụ giúp các cá thể tìm kiếm ăn, tự vệ, sinh sản tốt hơn.
Trong một số đàn có hiện tượng phân chia đẳng cấp và tôn ti trật tự, những cá thể thuộc đẳng cấp trên (như con đầu đàn) luôn chiếm ưu thế và những cá thể thuộc đẳng cấp dưới luôn lép vế, sự phân chia này giúp cho các cá thể trong đàn nhường nhịn nhau, tránh ẩu đả gây thương tích. Sự chỉ huy của con đầu đàn còn giúp cả đàn có tính tổ chức và vì vậy thêm phần sức mạnh chống lại kẻ thù, những con non được bảo vệ tốt hơn. Gặp điều kiện bất lợi như môi trường sống thiếu thức ăn hoặc nơi ờ chật chội, số lượng cá thể tăng quá cao, con đực tranh giành nhau con cái) các cá thể trong nhóm cạnh tranh nhau gay gắt, dẫn tới một số cá thể phải tách ra khỏi nhóm, gọi là đào thải sinh học hoặc sa thải sinh học.
Mối quan hệ thống nhất và hỗ trợ lẫn nhau về sinh học này không chỉ diễn ra ở các loài động vật mà còn được ghi nhận ở giới thực vật. Mối quan hệ khác loài là quan hệ hỗ trợ và đối địch hay cạnh tranh. Quan hệ hỗ trợ mang lại lợi ích cho các cá thể, các cá thể khai thác được tố ưu nguồn sống của môi trường, các con non được bố mẹ chăm sóc tốt hơn, chống chọi với điều kiện bất lợi của tự nhiên và tự vệ tránh kẻ thù tốt hơn. Nhờ đó mà khả năng sống sót và sinh sản của những cá thể tốt hơn. Nhờ có cạnh tranh sinh học mà số lượng và sự phân bố của các cá thể trong quần thể duy trì ở mức độ phù hợp giúp cho loài phát triển ổn định. Cạnh tranh giữa các cá thể dẫn tới sự thắng thế của các cá thể khỏe mạnh và đào thải các cá thể yếu, nên thúc đẩy quá trình chọn lọc tự nhiên.

## Các dạng

### Quan hệ tương hỗ
Quan hệ hỗ trợ bao gồm quan hệ cộng sinh là môi quan hệ nhất thiết phải xảy ra giữa hai loài, trong đó đôi bên cùng có lợi, chẳng hạn như sự cộng sinh giữa nấm và vi khuẩn lam thành địa y, sự cộng sinh giữa hải quỳ với tôm kí cư, sự cộng sinh giữa vi khuẩn nốt sần với cây họ đậu. Quan hệ hội sinh là quan hệ giữa các loài khác nhau trong đó chỉ có lợi cho một bên. Sâu bọ sống nhờ trong tổ kiến, tổ mối hay kền kền ăn thịt thừa của thú săn mồi. Quan hệ hỗ trợ xảy ra khi gặp điều kiện sống thuận lợi, các cá thể trong quần thể hỗ trợ lẫn nhau, để dễ dàng tìm kiếm thức ăn, chỗ ở, tăng khả năng tự vệ và sinh sản. Nhờ đó chúng thích nghi hơn với môi trường sống. 
Sự tụ họp hay sống bày đàn là hiện tượng phổ biến trong sinh giới, nhất là nhiều loài côn trùng, chim, cá, tre nứa, lau, sậy. Trong nhiều trường hợp, quần tụ chỉ là tạm thời ở những thời gian nhất định như các con sống quây quần bên cha mẹ hoặc các cá thể họp đàn để sinh sản, săn mồi hay chống kẻ thù. Sống trong bầy đàn, mỗi cá thể nhận biết nhau bằng các mùi đặc trưng, màu sắc, họa tiết bầy đàn (các chấm, vạch màu trên thân của cá) hoặc bằng các vũ điệu động vật (ở loài ong thì có vũ điệu loài ong). 
Ở thực vật, hiện tượng cây liền rễ giúp chống gió, chống mất nước tốt hơn, khi có gió bão, thực vật sống chụm thành nhóm có tác dụng giảm bớt sức gió thổi, làm cây không bị đổ, ngã. Các cây sống theo nhóm chịu đựng gió bão và hạn chế sự thoát hơi nước tốt hơn cây sống riêng rẽ, chính vì vậy, các rừng cây phi lao chắn cát ở bãi biển thường kết liền rễ với nhau. Các cây thông nhựa có hiện tượng liền rễ sinh trưởng nhanh hơn và có khả năng chịu hạn tốt hơn các cây sống riêng rẽ, cây liền rễ bị chặt ngọn sẽ nảy chồi mới sớm và tốt hơn cây không liền rễ. 
Tác động của hiệu quả nhóm (hiệu suất nhóm) khi động vật đi kiếm ăn theo bầy, đàn, nhờ đó khả năng kiếm ăn, tự vệ và sinh sản được tăng lên, khi gặp nguy hiểm, trâu rừng xếp thành vòng tròn, sừng đưa ra ngoài, bảo vệ những con non và già yếu ở giữa. Trong bầy đàn, các cá thể có nhiều đặc điểm sinh lí và tập tính sinh thái có lợi như giảm lượng tiêu hao oxy, tăng cường dinh dưỡng, có khả năng chống lại những tác động bất lợi cho đời sống. Hiện tượng đó được gọi là “hiệu suất nhóm” có thể kể đến như khả năng lọc nước của một số loài thân mềm (như loài nghêu Sphaerium corneum) thay đổi theo số lượng cá thể. 
Ở động vật, là sự phân công hợp lí trong bầy, đàn, tổ của động vật khi quần tụ như sự phân công trách nhiệm của ong thợ, ong đực, ong chúa trong một tổ ong mật. Các loài đông đúc như ong, kiến, mối sống thành xã hội theo kiểu mẫu hệ với sự phân chia thứ bậc và chức năng rất rõ ràng. Dù được kết cấu như một tổ chức xã hội phức tạp Kiểu sống xã hội của những loài trên mang tính bản năng, rất nguyên thủy và cứng nhắc và luôn duy trì một sự trật tự bản năng. Ở loài người, nhờ có bộ não phát triển và dựa trên sự kế thừa kinh nghiệm qua các thế hệ nên tổ chức xã hội mềm dẻo và linh hoạt, thích nghi rất cao với mọi tình huống xảy ra trong môi trường do đó mối quan hệ xã hội và tổ chức xã hội luôn đa dạng và linh hoạt.

### Quan hệ cạnh tranh
Quan hệ đối địch hay cạnh tranh sinh học là biểu hiện của đấu tranh sinh tồn, trong đó có quan hệ ăn thịt con mồi tức là loài này sử dụng loài kia làm nguồn thức ăn như loài hổ ăn thịt hươu, nai, cáo thì ăn thịt gà. Quan hệ kí sinh tức là một loài sống bám vào vật chủ, sử dụng thức ăn của vật chủ như giun sán kí sinh cơ thế động vật, dây tơ hồng sống bám trên thân, cành cây chủ. Quan hệ bán kí sinh gồm một loài sống bám trên cơ thể vật chủ, sử dụng một phần các chất trên cơ thề vật chủ như cây tầm gửi sử dụng nước và khoáng của cây chủ để tổng hợp chất hữu cơ nhờ có diệp lục. Quan hệ cạnh tranh sinh học thường biểu hiện ở các loài sống chung có sự tranh giành ánh sáng, thức ăn ví dụ như cạnh tranh sinh học giữa cây trồng với cỏ dại. Quan hệ ức chế cảm nhiễm như ở một số loài nhờ chứa phytônxit kìm hãm sự phát triển của loài khác như chất gây đỏ nước của tảo giáp làm chết nhiều động vật, thực vật nổi ở ao hồ.
Khi mật độ quần thể vượt quá ngưỡng chịu đựng của môi trường, các cá thể cạnh tranh với nhau, làm tăng mức tử vong, giảm mức sinh sản, do đó, kích thước quần thể giảm, phù hợp với điều kiện môi trường, như thế, dạng quan hệ cạnh tranh xảy ra khi mật độ cá thể trong quần thể tăng lên quá cao, nguồn sống của môi trường không đáp ứng đủ cho số cá thể trong quần thể. Lúc đó những cá thể trong quần thể cạnh tranh để giành thức ăn, chỗ ở, con đực, con cái, ánh sáng. Nhờ cạnh tranh sinh học cùng loài đã thúc đẩy loài tồn tại và phát triển một cách bền vững. Ở thực vật, do cạnh tranh, những cây yếu sẽ bị đào thải khỏi quần thể, làm giảm mật độ đến mức hợp lí. Hiện tượng tự tỉa cành trong tự nhiên như khi cây bị thiếu ánh sáng các cành bị che khuất chết đi và tự rơi rụng, đó là hiện tượng tự tỉa thưa thường gặp ở cả động thực vật.   
Ở động vật sẽ biểu hiện bằng việc tăng độ tử vong, giảm sức sinh sản khi số lượng cá thể trong quần thể tăng cao, thức ăn và chỗ ở bị thiếu hụt dẫn đến đói kém, bệnh tật làm tăng độ tử vong. Mặc khác sức sinh sản sẽ giảm xuống, sức sinh sản của quần thể đạt hiệu quả khi quần thể có mật độ cá thể ổn định. Vào mùa sinh sản, các cá thể đực của nhiều loài tranh giành nhau con cái hoặc những con cái (ở cò) trong đàn cạnh tranh với nhau giành nơi thuận lợi để làm tổ. Đó là những hình thức chọn lọc tự nhiên, nâng cao mức sống sót và sức sinh tồn của quần thể. Con thú săn mồi cùng một loài thường phải ganh đua nhau kịch liệt mới có thể sống được, có thể là con vật cô độc (hổ, mèo rừng) hoặc một đôi vợ chồng cùng với con cái (loài cáo, chó rừng), hay cả nhóm sống theo bầy đàn (sư tử, linh cẩu, chó sói, chó hoang). 
Bên cạnh quan hệ cạnh tranh còn tồn tại các kiểu quan hệ khác trong quần thể. Những kiểu quan hệ như cạnh tranh, kí sinh cùng loài, ăn thịt đồng loại giữa các cá thể trong quần thể là những trường hợp không phổ biến và không dẫn đến sự tiêu diệt loài mà giúp cho loài tồn tại và phát triển một cách hưng thịnh. Kí sinh cùng loài (hay ký sinh giới tính): Sống ở biển sâu, do nguồn thức ăn rất hạn hẹp, không thể nuôi nổi quần thể đông với cả hai giới tính có số lượng như nhau, ở quần thể cá sống sâu (Edriolychnus schmidti và Ceratias sp), con đực thì rất nhỏ, biến đổi về hình thái cấu tạo, sống kí sinh, bám vào con cái, chỉ để thụ tinh trong mùa sinh sản, nhằm giảm sức ép lên nguồn thức ăn hạn hẹp.
Ăn thịt đồng loại là hiện tượng xảy ra khi quá thiếu thức ăn. Một số loài động vật còn ăn thịt lẫn nhau. Gà ăn trứng của mình sau khi vừa đẻ xong, thậm chí chúng còn cắn mổ nhau cho đến chết. Vào mùa đông, một số ong đực trong tổ ong mật bị giết chết, còn ở cá vược châu Âu, con non ăn động vật nổi, con trưởng thành là cá dữ chúng ăn các loài cá khác nhưng khi nguồn thức ăn của cá trưởng thành bị suy kiệt vì lí do nào đó, cá chuyển sang ăn thịt con mình để tồn tại, khi nguồn thức ăn được cải thiện, cá nhanh chóng sinh sản, khôi phục số lượng. Cá mập thụ tinh trong, phôi phát triển trong buồng trứng, các phôi nở trước ăn trứng chưa nở và phôi nở sau, do đó, lứa con ra đời chỉ một vài con nhưng rất khỏe mạnh. Ở xã hội loài người trong những hoàn cảnh nhất định, ở những nơi nhất định cũng diễn ra tục ăn thịt người.